# Oringsjö (naturreservat)
Oringsjö är ett naturreservat i Sollefteå kommun i Västernorrlands län. 
Området är naturskyddat sedan 1985 och är 129 hektar stort. Reservatet omfattar skog kring Oringsjön och fäboden Mobodarna. Reservatets skog består av gammeltallar och grannaturskog.

## Syftet med reservatet
Syftet med reservatet är att bevara biologisk mångfald och en värdefull naturskogsmiljö, samt de natur- och kulturmiljöer som är knutna till fäboden Mobodarna. Delar av området är av regeringen antaget som Natura 2000-område enligt habitatdirektivet.

## Skogen
Skogen, "urskogen", utgörs till största delen av granskog med en del granar som är äldre än 200 år. Då granen är känslig för brand innebär det att allmänna skogsbränder har inte förekommit i området under senaste två seklerna och då skogen också i stort sett har stått orörd från mänsklig påverkan under så lång tid, har den blivit urskogsliknande med torrakor och kullfallna träd. Skogen utgörs till cirka 95% av gran i åldrar upp till omkring 200 år. De enstaka äldre tallarna är grova och upp till 280 år gamla och en del av dem bär spår av brand. Då tallarna ofta står intill 200-åriga granar är det troligt att skogen inte har brunnit under de senaste 200 åren, då granen till skillnad från tallen är känslig för eld och efter skogsbrand dör granbestånd nästan alltid ut helt. Det finns gott om stående liksom kullfallna döda träd och i luckor efter fallna träd växer framför allt nya granar. Särskilt bland de äldre granarna finns flera med brutna toppar efter blåst och tyngd av snö.

## Växtarter
Under grantäcket är det skuggigt och relativt fuktigt så mossor, lavar och svampar trivs och är vanliga. I skogen har fynd gjorts av sällsynta vedsvampar som växer på trädlågor och bland dem finns gränsticka, rosenticka, lappticka,  timmerticka, ostticka och rynkskinn. Kärlväxter och särskilt fanerogamer är sparsamt förekommande där gul lappranunkel kan nämnas medan floran i övrigt är ganska torftig.

## Djur
Däggdjursförekomsten är begränsad på grund av sparsamt med bete för växtätare och därmed även sparsamt med dem som ekorre, hare och skogsmöss, vilket innebär även begränsning av rovdjur. Bland de sistnämnda finns räv, mård och av och till lodjur.
Fast förekomst av fågel utgörs av lavskrika, som är något av karaktärsart, men även tjäder och tretåig hackspett liksom mesar och besläktade småtättingar förekommer året runt.
Bland insekter är skogslevande skalbaggar väl representerade, där den hotade och fridlysta större barkplattbagge (Pytho kolwensishar) har ett av Sveriges största fasta bestånd.